# Il giorno finisce presto
Il giorno finisce presto è una tragedia in tre atti di Ingmar Bergman del 1947.

## Trama
Jenny Sjuberg è una pittrice di mezz'età; sua sorella Valborg, molto più giovane, è fidanzata con un coetaneo di nome Ole. Il giorno di mezza estate Jenny riceve la visita di un'anziana donna, la signora Åström, che sostiene di essere stata inviata a preannunciare, a lei e altre 4 persone in città, che sono destinate a morire nel giro di 24 ore. Naturalmente, Jenny non le dà credito.
Il suo ex marito Robert la convince a organizzare una festa di mezza estate alla quale invitano la sorella e il fidanzato, Brit (giovane fiamma di Robert), il signor Peter (ex attore diventato impiegato per necessità, intenzionato a vendere a Robert un vecchio teatrino per bambini di legno), infine Finger-Pella, un amico omosessuale di Jenny insieme al suo uomo, Oscar.
Durante la festa hanno luogo alcune rivelazioni: Ole preferirebbe la sorella Jenny alla propria fidanzata Valborg; Finger-Pella ha ricevuto a sua volta la visita della misteriosa signora Åström e ha il terrore di morire; Oscar è insieme a lui soltanto per interesse; infine, Jenny si innamora in qualche modo di Peter, l'ex attore.
Il mattino dopo la festa il dottor Värn convoca tutte le persone contattate dalla signora Åström, che in realtà è evasa dal manicomio. I cinque “predestinati” sono tutti sollevati dalla notizia, ma poco dopo Finger-Pella muore sotto un tram: è stata la tensione della rivelazione sulla propria morte o davvero è giunta la sua ora?
Jenny porta Peter a casa propria; è lui quindi che la scopre morta alle due, proprio quando aveva predetto la signora Åström. Anche l'anziana ricoverata è morta, perché è chiamata a accompagnare i cinque nel loro ultimo viaggio.

## Critica
“Il giorno finisce presto” è il secondo dramma teatrale scritto da Bergman, se si eccettuano le prove di spettacoli scolastici. La recensione contemporanea alla messa in scena che più riassume il pensiero della critica svedese è quella di Ebbe Linde che sul “Bonniers Litterara Magasin” lamentava come il talento del regista danneggiasse irreparabilmente il talento del drammaturgo.
Il dramma vide 46 repliche allo Staadsteater di Göteborg: tra gli attori in scena Gertrud Fridh, che reciterà di lì a breve con Bergman in Il posto delle fragole (sarà Karin, la moglie del professore da giovane), e Anders Ek, che a sua volta ritornerà come il monaco predicatore in Il settimo sigillo. Il regista della prima versione TV di “Il giorno finisce presto” è Bengt Ekerot, universalmente noto per l'interpretazione della morte che gioca a scacchi con il cavalier Antonius Blok, forse la scena più famosa dell'intera cinematografia bergmaniana.

## Edizioni
- Ingmar Bergman, Il giorno finisce presto, Iperborea, 2008,  p. 67, ISBN 9788870911619.